# SoftBank 814T
SoftBank 814T（ソフトバンク はちいちよんティー）は、東芝が開発しソフトバンクモバイルが販売するW-CDMA通信方式の携帯電話端末。2007年7月14日発売。

## 特徴
日本国内で初めてチタンを利用した携帯電話で、それにより厚さが12.9mm、重さが約97gと薄型・軽量を実現。数字ボタン・カーソルボタンにはシートタイプを採用。おサイフケータイでは最薄端末である。基本機能はfanfun 815Tと共通。
携帯電話機【814T】の、SARは0.309W/kg。

## 欠点
- イヤホン端子が汎用平型では無い(が、イヤホンのコネクタを加工すれば使える)

平形凸を携帯側から見て凸の右側をカッターで切ってLの逆の形にする 
ステレオイヤホンをつなぐ。 
815Tに差し込む 
再生する 
- 市販の汎用充電器が使えない（と言われているが100均のUSB充電で問題無し）。

## 主な機能・サービス
- ミュージックプレイヤー
- マイ絵文字
- フィーリングメール
- 赤外線機能（IrDA対応、IrSimpleは未対応）
- QRコード読み取り・作成
- バイリンガル
- 3D待受キャラクター「くーまん」、「くーまんの部屋」
- 今すぐ読メール
- 日本国内専用

| 主な対応サービス   | 主な対応サービス | 主な対応サービス | 主な対応サービス |
| ------------------ | ---------------- | ---------------- | ---------------- |
| サークルトーク     | ホットステータス | Yahoo!mocoa      | S!ループ         |
| S!タウン           | ライブモニター   | S!CAST           | S!FeliCa         |
| S!ケータイ動画     | PCサイトブラウザ | 電子コミック     | S!アプリ         |
| 着うたフル／着うた | アレンジメール   | S!アドレスブック | 3Gお天気アイコン |
| レコメール         | TVコール         | 国際ローミング   | S!GPSナビ        |
| デルモジ表示       | ワンセグ         | 3G ハイスピード  | おなじみ操作     |

2014年3月8日以降、モバイルSuicaは非対応。